# Lili Hering
Lili Hering ist eine deutsche Journalistin und ehemalige Kinderdarstellerin.
Hering ist die Tochter des deutschen Schauspielers Markus Hering und der Schweizer Dramaturgin und Regisseurin Bettina Hering. Ihre Kindheit verbrachte sie in Wien. Von 2002 bis 2011 war sie als Kinderdarstellerin tätig. Nach der Matura 2012 studierte sie an der Universität Wien, von 2013 bis 2016 an der Freien Universität Berlin, unterbrochen durch einen Aufenthalt an der İstanbul Bilgi Üniversitesi, und der Universität der Künste Berlin. Sie schloss mit einem Master in Kulturjournalismus ab. 2020 war sie im Kulturressort der Zeit tätig.

## Filmographie (Auswahl)
- 2002: Mademoiselle Else
- 2004: Erbin mit Herz
- 2005: SOKO Kitzbühel
- 2009: Schnell ermittelt
- 2011: Ameisen gehen andere Wege